# Scottish League Two 2014/15
Die Scottish League Two wurde 2014/15 zum zweiten Mal als vierthöchste Fußball-Spielklasse der Herren in Schottland ausgetragen. Die Liga war nach der Premiership, Championship und League One eine der vier Ligen in der 2013 gegründeten Scottish Professional Football League. Gefolgt wurde die League Two von den Lokalen Ligen, der Highland und Lowland Football League. Die Saison wurde von der Scottish Professional Football League geleitet und begann am 9. August 2014. Die Spielzeit endete mit dem 36. Spieltag am 2. Mai 2015.
In der Saison 2014/15 traten zehn Klubs in insgesamt 36 Spieltagen gegeneinander an. Jedes Team spielte jeweils zweimal zu Hause und auswärts gegen jedes andere Team. Als Absteiger aus der letztjährigen League One kamen der FC East Fife und FC Arbroath in die League Two. Da das schottische Profiligasystem in der League Two endet, gab es vor Saisonbeginn keinen Aufsteiger. In dieser Spielzeit kam es erstmals zu Relegationsspielen zwischen dem letztplatzierten der League Two und den beiden Siegern aus der Highland und Lowland Football League. Die Albion Rovers sicherten sich den direkten Aufstieg. Der FC Queen’s Park, FC Arbroath und FC East Fife erreichten die Aufstiegsrelegation, der FC Montrose musste in die Abstiegsrelegation. Torschützenkönig wurde mit 22 Treffern Peter Weatherson von Annan Athletic.

## Vereine

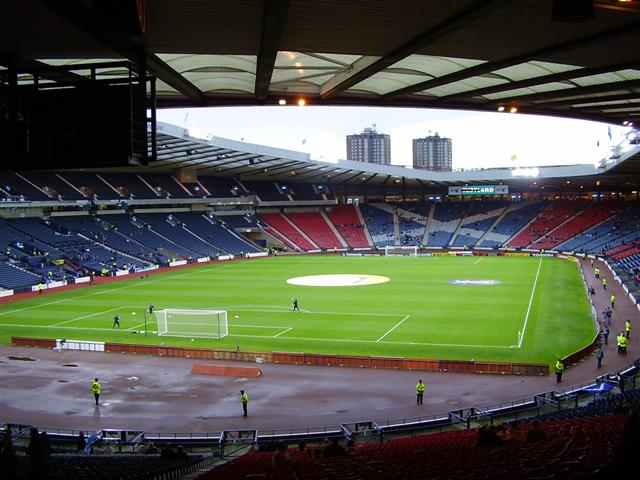
Hampden Park

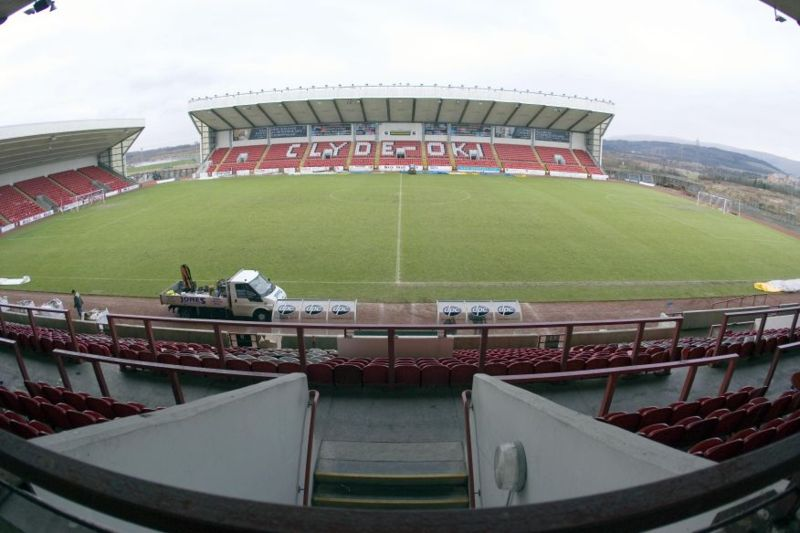
Broadwood Stadium

| Verein                | Stadt              | Stadion             | Kapazität |
| --------------------- | ------------------ | ------------------- | --------- |
| Albion Rovers         | Coatbridge         | Cliftonhill Stadium | 01.238    |
| Annan Athletic        | Annan              | Galabank            | 02.514    |
| Berwick Rangers       | Berwick-upon-Tweed | Shielfield Park     | 04.131    |
| Elgin City            | Elgin              | Borough Briggs      | 04.520    |
| FC Arbroath           | Arbroath           | Gayfield Park       | 04.125    |
| FC Clyde              | Cumbernauld        | Broadwood Stadium   | 08.029    |
| FC East Fife          | Methil             | Bayview Stadium     | 02.000    |
| FC East Stirlingshire | Falkirk            | Ochilview Park      | 03.746    |
| FC Montrose           | Montrose           | Links Park          | 03.292    |
| FC Queen’s Park       | Glasgow            | Hampden Park        | 52.500    |

## Statistiken

### Abschlusstabelle
| Pl. | Verein                | Sp. | S  | U  | N  | Tore    | Diff. | Punkte |
| --- | --------------------- | --- | -- | -- | -- | ------- | ----- | ------ |
| 1.  | Albion Rovers         | 36  | 22 | 5  | 9  | 061:330 | +28   | 71     |
| 2.  | FC Queen’s Park       | 36  | 17 | 10 | 9  | 051:340 | +17   | 61     |
| 3.  | FC Arbroath (A)       | 36  | 16 | 8  | 12 | 065:460 | +19   | 56     |
| 4.  | FC East Fife (A)      | 36  | 15 | 8  | 13 | 056:480 | +8    | 53     |
| 5.  | Annan Athletic        | 36  | 14 | 8  | 14 | 056:560 | ±0    | 50     |
| 6.  | FC Clyde              | 36  | 13 | 8  | 15 | 040:500 | −10   | 47     |
| 7.  | Elgin City            | 36  | 12 | 9  | 15 | 055:580 | −3    | 45     |
| 8.  | Berwick Rangers       | 36  | 11 | 10 | 15 | 060:570 | +3    | 43     |
| 9.  | FC East Stirlingshire | 36  | 13 | 4  | 19 | 040:660 | −26   | 43     |
| 10. | FC Montrose           | 36  | 9  | 6  | 21 | 042:780 | −36   | 33     |

Platzierungskriterien: 1. Punkte – 2. Tordifferenz – 3. geschossene Tore – 4. Direkter Vergleich (Punkte, Tordifferenz, geschossene Tore)
| Saison 2014/15 |

| Zum Saisonende 2013/14 |                                            |
| (A)                    | Absteiger aus der letztjährigen League One |

## Relegation
Teilnehmer an den Relegationsspielen waren der Zehntplatzierte der diesjährigen League Two, der FC Montrose sowie die beiden Meister aus der Highland und Lowland Football League, die Brora Rangers und Edinburgh City. Der Sieger der ersten Runde spielte in der zweiten Runde gegen den League-Two-Verein um einen Platz für die folgende Scottish League-Two-Saison 2015/16.
Erste Runde
Die Spiele wurden am 25. April und 2. Mai 2015 ausgetragen.
|                | Gesamt          |               | Hinspiel | Rückspiel |
| -------------- | --------------- | ------------- | -------- | --------- |
| Edinburgh City | 2:2 (2:4 i. E.) | Brora Rangers | 1:1      | 1:1 n. V. |

Zweite Runde
Die Spiele wurden am 9. und 16. Mai 2015 ausgetragen.
|               | Gesamt |             | Hinspiel | Rückspiel |
| ------------- | ------ | ----------- | -------- | --------- |
| Brora Rangers | 2:3    | FC Montrose | 1:0      | 1:3       |